# 大泉駅 (福島県)
大泉駅（おおいずみえき）は、福島県伊達市保原町大泉にある阿武隈急行線の駅である。キャッチフレーズは、「さわやか田園都市」。

## 歴史
- 1988年（昭和63年）7月1日：開業[1][2]。

## 駅構造

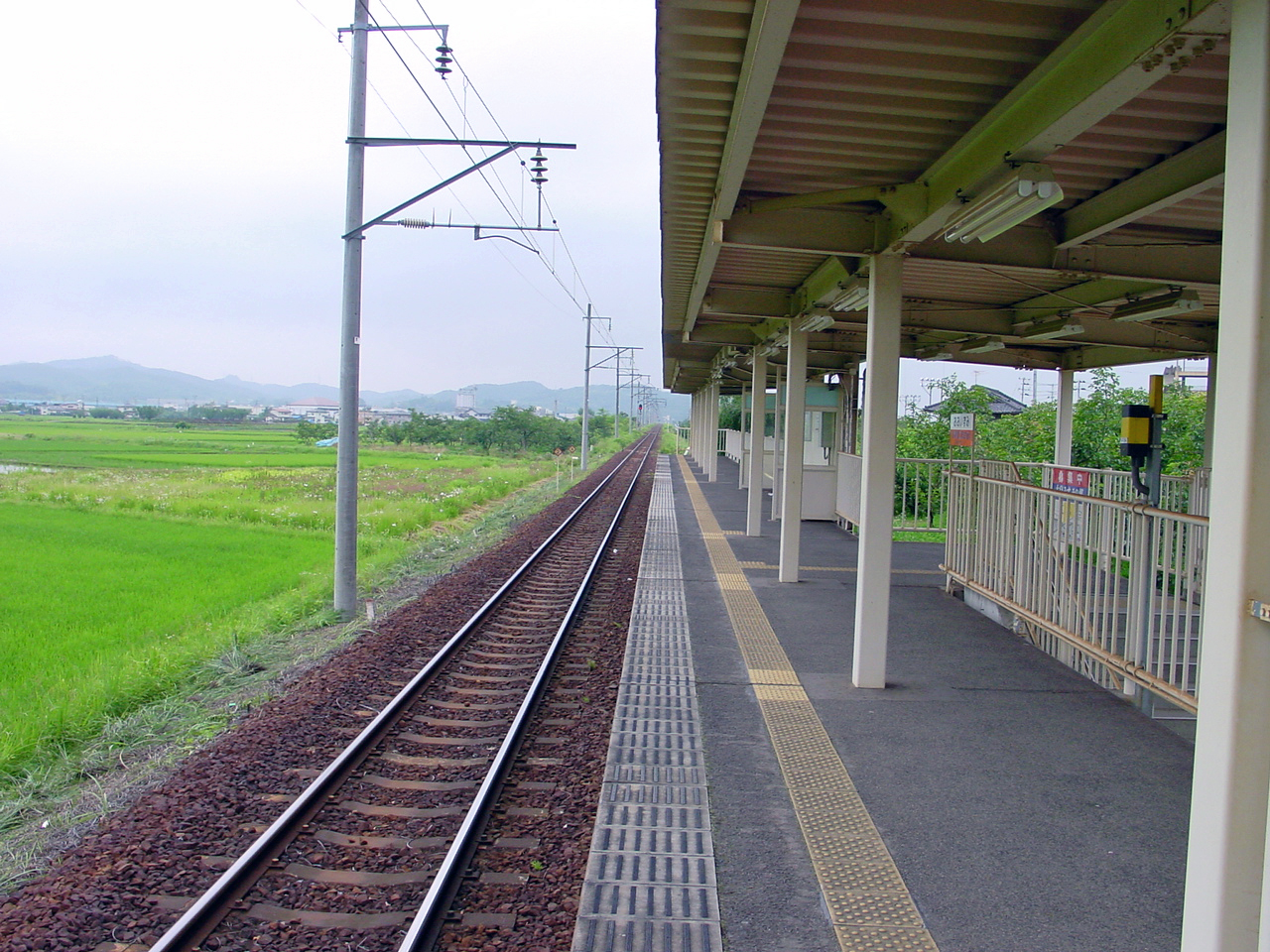
ホーム（2003年7月）

単式ホーム1面1線の地上駅である。ホームに待合室が設置されている無人駅である。ホームへは階段のほかスロープも設置されている。
2005 - 2009年度のまちづくり交付金により、身障者用駐車スペース、駐輪場および駅前ロータリーのある駅前広場が完成し、駅西側には新たに駐車場も設けられた。

## 利用状況
- 阿武隈急行 - 2016年度の1日平均乗車人員は、271人である[3]。
- 近年の乗車人員は以下の通りである（いずれも1日平均）。

| 乗車人員推移 | 乗車人員推移     |
| 年度         | 一日平均乗車人員 |
| ------------ | ---------------- |
| 2000         | 263              |
| 2001         | 258              |
| 2002         | 249              |
| 2003         | 252              |
| 2004         | 236              |
| 2005         | 238              |
| 2006         | 236              |
| 2007         | 232              |
| 2008         | 260              |
| 2009         | 271              |
| 2010         | 249              |
| 2011         | 189              |
| 2012         | 233              |
| 2013         | 236              |
| 2014         | 247              |
| 2015         | 270              |
| 2016         | 271              |

## 駅周辺
伊達市保原地域の市街地のはずれに位置し、付近には公共施設が多い。
- 伊達市役所保原総合支所（旧・保原町役場）
- 伊達警察署
- 保原総合公園
- 保原プール
- 福島県立伊達高等学校 - 最寄り駅の1つ。

## 隣の駅
阿武隈急行
■阿武隈急行線
保原駅 - 大泉駅 - 二井田駅